# 卡梅莉娜·莫斯卡托
卡梅莉娜·莫斯卡托（英語：Carmelina Moscato；1984年5月2日—）是一名加拿大退役足球員，參加過三屆世界盃和一屆奧運會。從2021年2月起，莫斯卡托出任巴哈馬足協女足事務總監。

## 榮譽

### 國家隊
- U-19世界盃亞軍：2002
- 泛美運動會冠軍：2011
- 中北美足聯女足錦標賽冠軍：2002、2010
- 奧運會季軍：2012[2]